# Cingalais (peuple)
Pour la langue parlée par ce peuple, voir Singhalais.
Les Cingalais, en singhalais සිංහල ජාතිය (Sinhala Jathiya), sont un groupe ethnique originaire du Sri Lanka où ils représentent 75 % des habitants du pays, soit environ 15 millions de personnes. Ils parlent le singhalais et pratiquent majoritairement le bouddhisme theravāda bien qu'une petite partie de la population soit chrétienne.
La légende rapporte l'arrivée au VIe siècle av. J.-C. d'un chef nommé Sinhala, aussi appelé Vijaya (« le victorieux »), venu avec 700 hommes du nord-ouest de l'Inde et parlant singhalais. Le mot « Sinha-la » signifie « sang de lion » ou « descendant de lion ». La transcription française de ce mot, cingalais/cinghalais/singhalais, est utilisée pour désigner la communauté majoritaire du pays et sa langue.